# Ford S-Max
Ford S-Max — минивэн американской компании Ford. Производился с 2006 года. В 2014 году был представлен S-Max второго поколения.

## Первое поколение
Официальная премьера минивэна состоялась на автошоу в Женеве в 2006 году. Автомобиль построен на той же платформе, что и Ford Galaxy. Автомобиль оснащается пятью посадочными местами (7 мест — опционально) и может перевозить груз длиной до 1,8 метра. Ford S-Max производился в Генке, Бельгия. В 2007 году был назван автомобилем года в Европе.
В 2008 году 1-е место по объёмам продаж минивэнов в Европе, что составляет 27 % рынка (32 269 за 1-е полугодие 2008), это почти в 2 раза больше находящегося на 2-м месте Ford Galaxy.
В 2012 году крупноузловая сборка автомобилей для российского рынка началась на предприятии Sollers в Елабуге.

### Рестайлинг
В январе 2010 года был показан обновлённый S-Max. Изменениям подверглись: Светодиодные фары, передний бампер, хромированные боковые молдинги, полоска на двери багажника.

### Безопасность
В 2006 году Euro NCAP провела тест Ford S-Max:
| Euro NCAP                                                           | Euro NCAP | Euro NCAP | Euro NCAP |
| ------------------------------------------------------------------- | --------- | --------- | --------- |
| Рейтинги                                                            | Пассажир  |           | 36        |
| Рейтинги                                                            | Ребёнок   |           | 39        |
| Рейтинги                                                            | Пешеход   |           | 12        |
| Протестированная модель: Ford S-MAX 'Trend', 2.0 diesel, LHD (2006) |           |           |           |

### Галерея

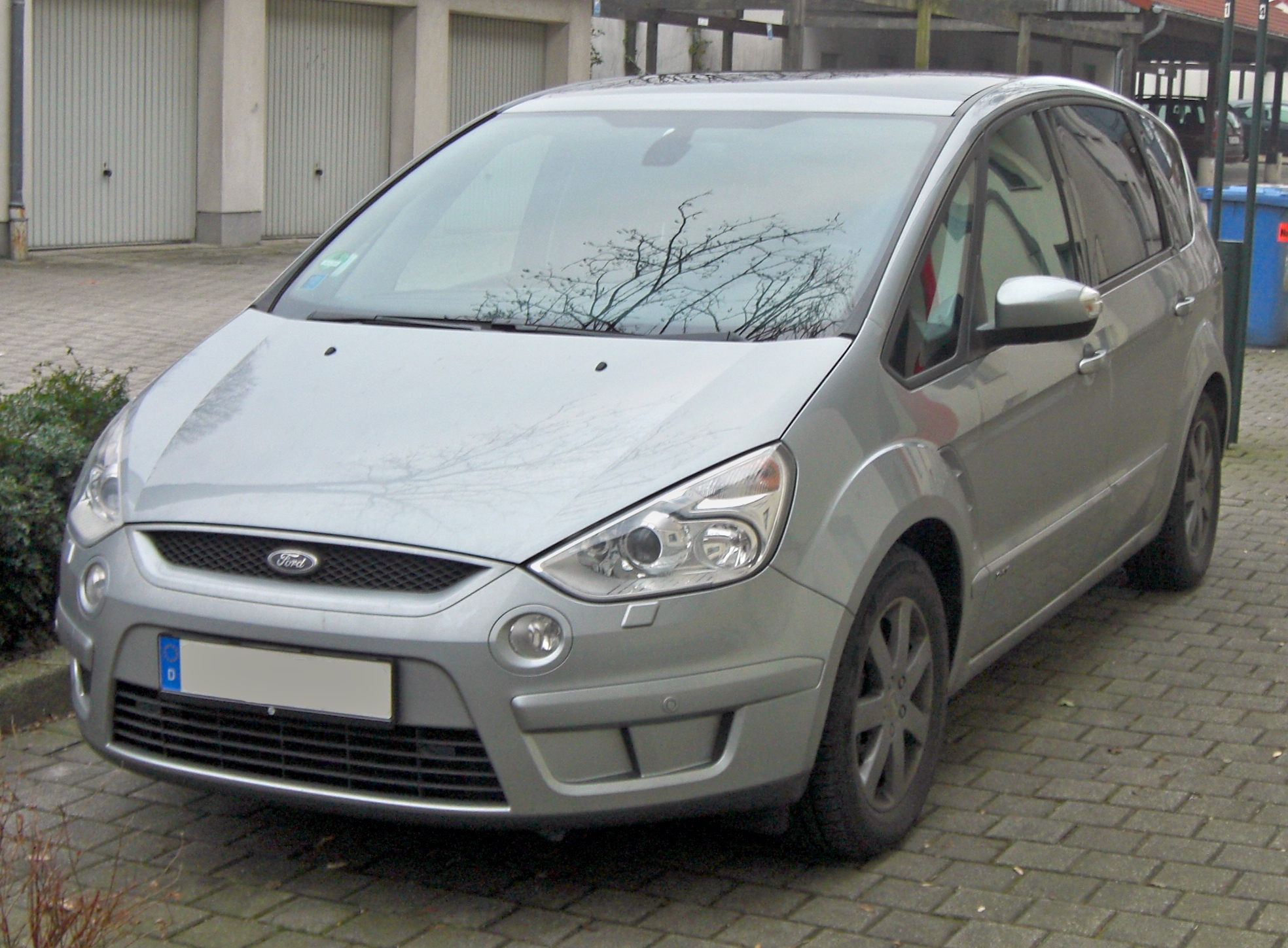
2007 Ford S-Max
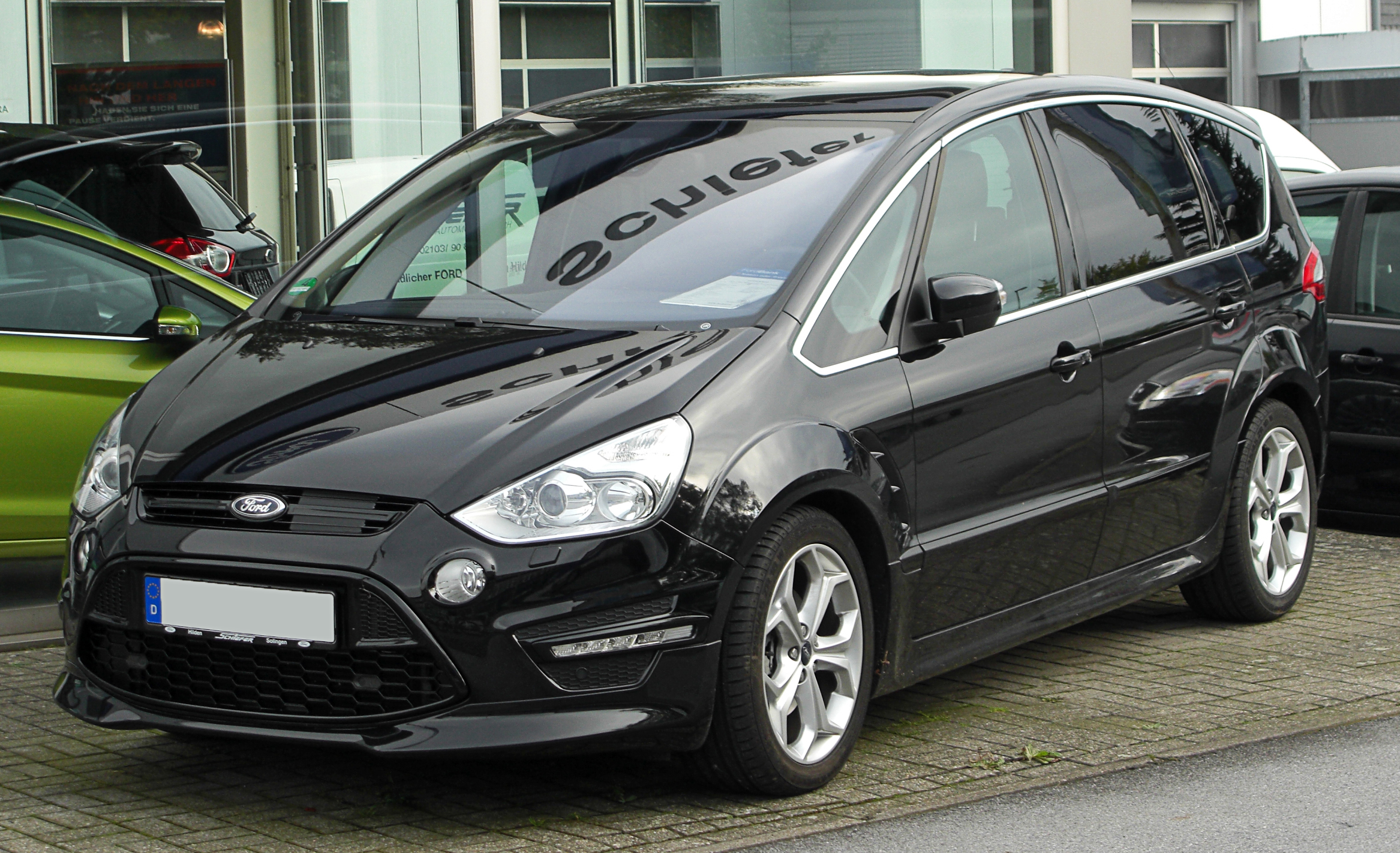
2010 Ford S-Max
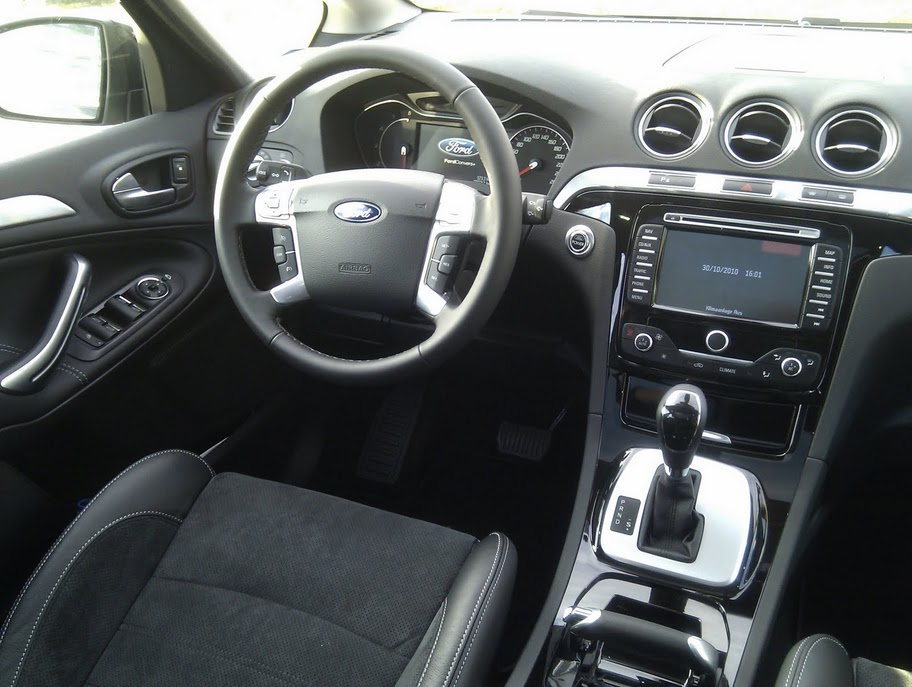
Интерьер

## Второе поколение

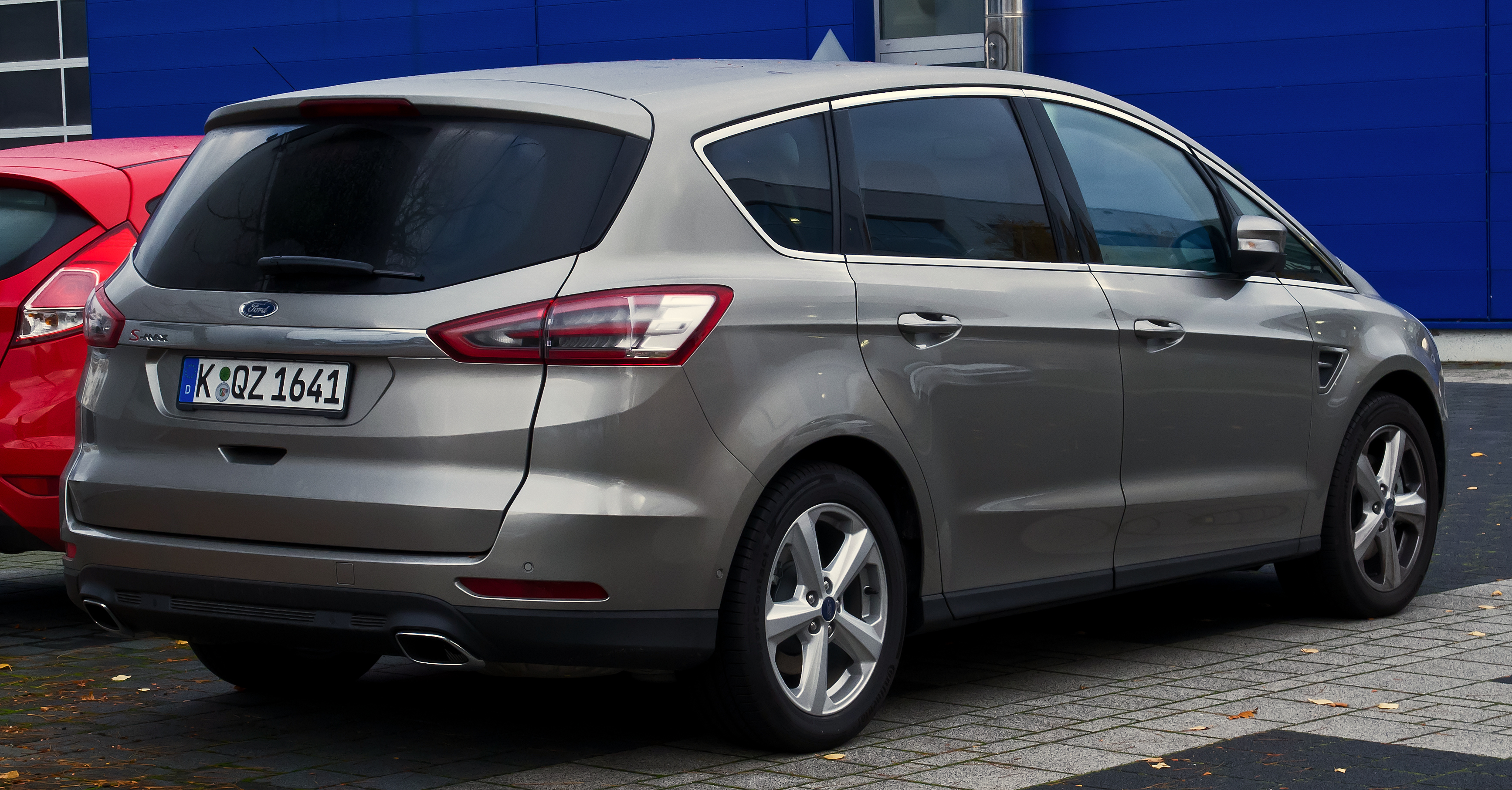
Вид сзади

В 2014 году на Парижском автосалоне был показан S-Max 2 поколения. Второе поколение автомобиля сочетает в себе черты обновлённых моделей Ford Focus 3 поколения и Fiesta 7 поколения. Отличительной особенностью автомобиля является массивная решетка радиатора и фары. Автомобиль разделяет свою платформу с 5 поколением Mondeo.
Интерьер автомобиля имеет обширные настройки, 32 комбинации. В S-Max II впервые Ford использовал факультативный инновационный светодиодный динамический свет с Highbeam бликами. Система сама определяет полосу встречного движения и охватывает отдельные светодиоды, с тем чтобы устранить риск ослепления, не ослабляя интенсивность освещенности дороги.
На российском рынке данная модель официально не предлагалась.

### Безопасность
| Euro NCAP                                                              | Euro NCAP | Euro NCAP | Euro NCAP             |
| ---------------------------------------------------------------------- | --------- | --------- | --------------------- |
| · общий рейтинг                                                        |           |           |                       |
| 87%                                                                    | 87%       | 79%       | 71%                   |
| взрослый пассажир                                                      | ребёнок   | пешеход   | активная безопасность |
| Протестированная модель: Ford Galaxy 2.0 diesel 'Titanium', LHD (2015) |           |           |                       |